# Coptosapelta beccarii
Coptosapelta beccarii är en måreväxtart som beskrevs av Theodoric Valeton. Coptosapelta beccarii ingår i släktet Coptosapelta och familjen måreväxter. Inga underarter finns listade i Catalogue of Life.